# Monteodorisio
Monteodorisio község (comune) Olaszország Abruzzo régiójában, Chieti megyében.

## Fekvése
A tengerparttól kb. 10 km-re fekszik egy dombtetőn. A településről gyakorlatilag körpanoráma van a környező kis dombokra, hegyekre és természetesen a tengerre. Olívaültetvények, leander-ligetek övezik. A megye északkeleti részén fekszik. Határai: Cupello, Furci, Gissi, Pollutri, Scerni és Vasto.

## Története
Első írásos említése a 10. századból származik. A következő századokban nemesi birtok volt. Önállóságát a 19. század elején nyerte el, amikor a Nápolyi Királyságban felszámolták a feudalizmust.

## Népessége
A népesség számának alakulása:

## Főbb látnivalói
- Palazzo Suriani
- Palazzo Fanghella
- Madonna delle Grazie-templom
- San Giovanni Battista-templom
- San Francesco d’Assisi-templom